# Buick Y-Job
Buick Y-Job — первый концепт-кар в истории. Дизайн автомобиля был разработан Х. Эрлом в 1938 году. 

Первоначально автомобиль не предназначался для серийного производства, а был изготовлен как носитель новых идей и радикальных решений. Впоследствии большинство таких решений нашли своё место при производстве серийных автомобилей General Motors.
В 1930-х годах концепция концепт-каров еще не существовала до появления Buick Y-Job, первого автомобиля-мечты, представленного Харли Эрлом, главой отдела дизайна в General Motors. Buick Y-Job был функциональным шоу-каром, основанным на удлиненном шасси Buick Century 1937 года и оснащенным рядным восьмицилиндровым двигателем мощностью 105 кВт. Его дизайн, разработанный Джорджем Снайдером под руководством Харли Эрла, предвидел будущие тенденции в автомобильном дизайне, включая более низкую, длинную и широкую форму.
Buick Y-Job имел низкую высоту и длину около 5301 мм, с маленькими 13-дюймовыми колесами и хромированными элементами на крыльях. Он имел двухдверный кабриолетный кузов для двух человек, с пространством для складывающегося мягкого верха за кабиной. Он также представил несколько новаторских функций, включая электрические стеклоподъемники и скрытые фары спереди.
Сзади Buick Y-Job была металлическая панель, закрывающая выдвижную крышу и задний механизм, что придавало ему более чистый вид. Задние фонари были встроены в задние крылья, а также присутствовали дополнительные фонари и большой хромированный задний бампер. Внутри автомобиля были многоместное сиденье и множество хромированных деталей, включая радио, установленное на верхней части приборной панели.
Buick Y-Job оказал значительное влияние на будущий дизайн автомобилей. Многие элементы его дизайна были впоследствии использованы в серийных моделях, как Buick, так и других компаний. Этот концепт-кар подтвердил прогнозы его создателя о том, что будущие автомобили будут иметь более низкую, длинную и широкую форму.